# James R. Powell
James R. Powell é um físico estadunidense.
É conhecido por seu trabalho em parceria com Gordon Danby no desenvolvimento do supercondutor Maglev, pelo qual receberam em 2000 a Medalha Benjamin Franklin de engenharia.
Trabalhou também no reator nuclear de leito de esferas. É um desenvolvedor líder do projeto StarTram.